# Oxira owgarra
Oxira owgarra là một loài bướm đêm trong họ Noctuidae.